# Tir (film)
Tir è un film del 2013 diretto da Alberto Fasulo.
Il film ha vinto il Marc'Aurelio d'oro per il miglior film al Festival internazionale del film di Roma 2013.

## Trama
Branko è un camionista ed ex insegnante croato che lavora per una ditta italiana. A volte guida da solo, a volte con Maki, un trentenne indeciso se continuare o meno quella vita.